# Vlag van Bussum

Vlag van Bussum
(Gemeentevlag tot 2016)
(Dorpsvlag sinds 2017)

De vlag van Bussum werd op een onbekende datum omstreeks 1989 vastgesteld als gemeentelijke vlag van de Noord-Hollandse gemeente Bussum. Een oudere vlag werd op 23 augustus 1938 per besluit van de gemeenteraad vastgesteld. Op 1 januari 2016 is de gemeente Bussum opgegaan in de gemeente Gooise Meren. Deze gemeente voert (nog) geen eigen vlag. Sinds 1 januari 2017 is de vlag als dorpsvlag voor de kern Bussum vastgesteld.

## Beschrijving
De vlag kan als volgt beschreven worden:
Blauw veld met in het midden vijf schuinkruislings gerangschikte gele boekweitkorrels, waarvan vier met de uiteinden naar de boekweitkorrel in het midden wijzen. Aan de mastzijde een smalle verticale baan of rand in de breedte van 1/37 van de vlaglengte en welke is verdeeld in 4 gelijke gele en blauwe vlekken.
De vlag bestaat uit een blauw veld met daarop vijf boekweitkorrels. De korrels staan geplaatst in de vorm van een andreaskruis, waarbij de onderzijden van de korrels naar het midden wijzen. In het midden wijst de punt van de boekweitkorrel naar beneden. Aan de broekingzijde is een verticale baan geplaatst bestaande uit twee keer vier blokken van gelijke hoogte. De blokken zijn afwisselend, van boven naar beneden, geel en blauw. Het ontwerp was van Proforma te Rotterdam.

## Geschiedenis

Eerste vlag (voor 1938)
Tweede vlag (na 1938)

De vlag is twee keer aangepast. De eerste vlag van de gemeente bestond uit twee banen: boven blauw en eronder geel. Deze vlag werd vanaf een onbekende datum tot 1938 gebruikt. Op 23 augustus 1938 werd een nieuwe vlag aangenomen: blauw-geel-blauw met op de middelste baan het gemeentewapen. Het wapen is vrijwel tegen de broekingzijde geplaatst. Het gemeentewapen is op de vlag wel voorzien van een kroon, het eigenlijke wapen had geen kroon.
De vlag is vrijwel gelijk aan het gemeentewapen. Omdat Bussum geen wapen had ten tijde van de stichting van het Koninkrijk der Nederlanden, werd het latere wapen in rijkskleuren uitgevoerd. Doordat de vlag op het wapen is gebaseerd is ook de vlag in de kleuren blauw en geel uitgevoerd.
Akersloot
· Andijk
· Anna Paulowna 
· Assendelft 
· Beemster 
· Bennebroek 
· Blokker 
· Broek in Waterland 
· Bussum 
· Callantsoog 
· Edam 
· Egmond 
· Egmond aan Zee 
· Egmond-Binnen 
· Graft-De Rijp 
· 's-Graveland 
· Haarlemmerliede en Spaarnwoude 
· Harenkarspel 
· Heerhugowaard 
· Hensbroek 
· Hoogwoud 
· Ilpendam 
· Jisp 
· Krommenie 
· Langedijk 
· Limmen 
· Marken 
· Midwoud 
· Monnickendam 
· Muiden 
· Naarden 
· Nederhorst den Berg 
· Nibbixwoud 
· Niedorp 
· Noorder-Koggenland 
· Obdam 
· Opperdoes 
· Schermer 
· Schermerhorn 
· Schoorl 
· Sint Maarten 
· Terschelling 
· Terschelling en Vlieland 
· Twisk 
· Venhuizen 
· Vlieland 
· Warmenhuizen
· Weesp
· Wervershoof 
· Wester-Koggenland 
· Westwoud 
· Westzaan 
· Wieringen 
· Wieringermeer 
· Wijdewormer 
· Wognum 
· Wormer 
· Wormerveer 
· Zaandam 
· Zaandijk 
· Zeevang 
· Zijpe
Abbekerk
· Assendelft
· Bergen
· Bovenkarspel
· Buitenveldert
· Bussum
· De Rijp
· Driemond
· Groet
· Grootschermer
· Graft
· Hauwert
· Huisduinen
· Julianadorp
· Koog aan de Zaan
· Krommenie
· Krommeniedijk
· Lambertschaag
· Marken
· Middelie
· Muiden
· Muiderberg
· Naarden
· Nauerna
· Nibbixwoud
· Nieuw-Vennep
· Omval
· Opperdoes
· Rijsenhout
· Sijbekarspel
· Sint Pancras
· Sloten
· Spaarndam
· Vogelenzang
· Weesp
· Wijk aan Zee
· Wormerveer
· Zaandijk
· Zwaagdijk-West